# Манипуларии
Манипуларии (лат. manipularii), позднее либурнарии (лат. liburnarii) от либурна (лат. liburna) — римская морская абордажная пехота. В отличие от греческой военной тактики использования тарана, римляне предпочитали брать вражеские корабли на абордаж. Манипуларии предназначались не только для десантных операций, но в первую очередь, они, как абордажные бойцы, решали судьбу морских сражений путём захвата неприятельских кораблей.